# فرانك إل. هايز
فرانك إل. هايز (بالإنجليزية: Frank L. Hays)‏ هو محامي وسياسي أمريكي، ولد في 6 يناير 1922 في دنفر في الولايات المتحدة، وتوفي بنفس المكان في 25 يناير 2003. حزبياً، نشط في الحزب الجمهوري. وقد انتخب عضو مجلس نواب كولورادو.